# Unión Bautista de Escocia
La Unión Bautista de Escocia es una asociación cristiana evangélica de iglesias bautistas en Escocia. Está afiliada a la Alianza Mundial Bautista. Su sede está en Glasgow.

## Historia

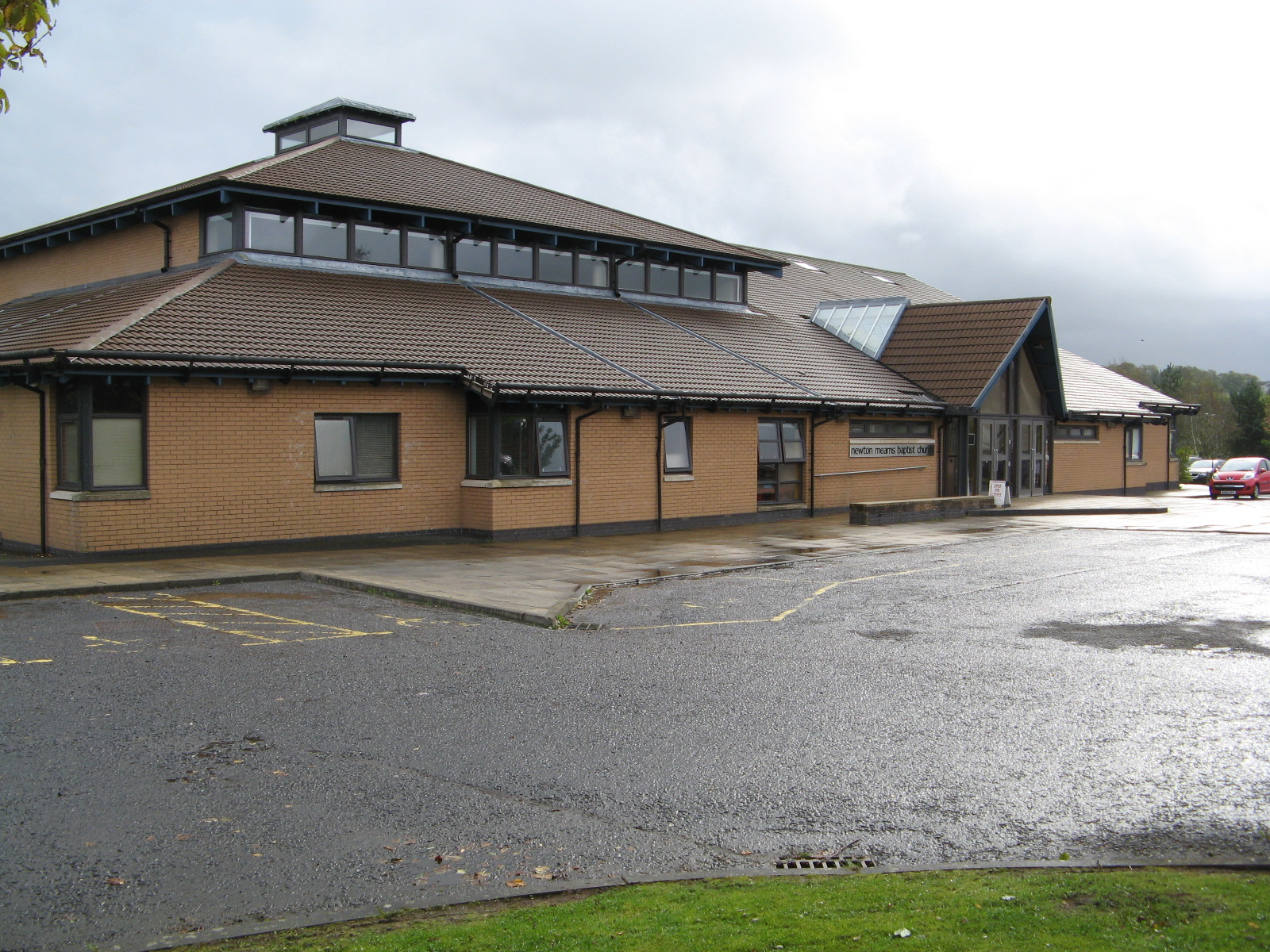
Iglesia Bautista de Newton Mearns en Glasgow.

### De la década de 1650 a 1869
Los bautistas llegaron por primera vez a Escocia con los ejércitos del republicano inglés Oliver Cromwell en la década de 1650, y establecieron pequeñas iglesias en Leith, Perth, Cupar, Ayr y Aberdeen, pero no sobrevivieron mucho tiempo, en parte debido a su asociación con Cromwell (que en general no era bien recibido en Escocia), pero más especialmente como resultado de la estridente y a menudo violenta oposición instigada e inspirada por la Iglesia de Escocia y el Parlamento de Escocia que controlaba. Los bautistas surgieron más tarde, en el siglo XVIII, en 1750 en Keiss, donde el líder era William Sinclair y la iglesia se estableció según el modelo bautista inglés. El grupo que en Edimburgo llegó a las convicciones bautistas en 1765 bajo el liderazgo de Robert Carmichael y Archibald McLean se conoció como bautistas escoceses. Como otros cristianos protestantes escoceses de la época, eran muy conservadores y adoptaron las opiniones de una forma particularmente estricta de calvinismo. Algo más tarde, surgió una forma diferente de testimonio bautista, esta vez influenciado por los hermanos Haldane, James Haldane y Robert Haldane predicadores evangélicos que llegaron a las convicciones bautistas alrededor de 1808. Junto con los bautistas ingleses, se distinguían de los bautistas escoceses por sus actitudes más moderadas y menos calvinistas. Tras superar las hostilidades iniciales, todos estos grupos lograron unirse en 1869.

### 1869 hasta la actualidad
La Unión Bautista de Escocia se fundó en la capilla de Hope Street (más tarde Adelaide Place Baptist Church) en 1869, con 51 iglesias entre sus miembros, que representaban casi 4000 miembros. One of its early presidents (in 1873) was the philanthropist Thomas Coats.
Según un censo de la asociación, en 2023 dijo que tenía 156 iglesias y 9,946 miembros.
BUS mantiene fuertes vínculos con otros bautistas de las islas británicas, especialmente con la Unión Bautista de Gran Bretaña (que a pesar del nombre es la asociación de iglesias bautistas de Inglaterra y partes de Gales), la Unión Bautista de Gales, las redes bautistas irlandesas y la Misión mundial de BMS. Juntos, estos cinco grupos forman la Fellowship of British Baptists. Además, BUS es miembro de la Federación Bautista Europea y de la Alianza Mundial Bautista.

## Creencias
La Convención tiene una confesión de fe  bautista. Es miembro de la Alianza Mundial Bautista .